# II Corps (United States Army)
Il II Corps (United States Army) (II Corpo d'armata dell'Esercito degli Stati Uniti) fu un corpo d'armata dell'Esercito degli Stati Uniti e la prima formazione organica americana ad entrare in combattimento durante la seconda guerra mondiale sul teatro bellico europeo e africano.

## Storia

### Prima guerra mondiale
Il II Corpo dell'Esercito degli Stati Uniti entrò in azione per la prima volta sul Fronte occidentale durante la "Grande Guerra", nella Seconda battaglia della Somme, combattendo alle dipendenze della 3ª Armata britannica; accanto ai reparti britannici, neozelandesi e australiani i soldati americani si distinsero nel mese di agosto 1918 marciando, dopo duri scontri, su Arras e Bapaume, costringendo le truppe tedesche a ripiegare sulle ultime posizioni della Linea Hindenburg.

### Seconda guerra mondiale

#### Disfatta e vittoria in Tunisia

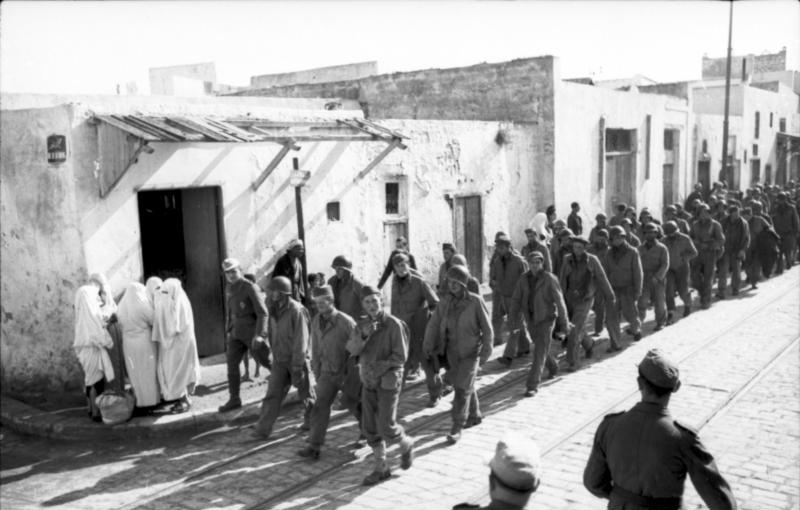
Prigionieri americani del II Corps catturati dai tedeschi durante la controffensiva dell'Asse del febbraio 1943.

Nell'autunno dell'1942 il II Corpo, al comando del tenente generale Lloyd Fredendall sbarcò ad Orano, in Algeria, nel quadro dell'operazione Torch, il grande sbarco alleato nel Nord Africa francese. Alle dipendenze del corpo erano principalmente la 1ª Divisione corazzata e la 1ª e la 34ª Divisione fanteria americane che spinsero subito in avanti alcuni distaccamenti avanzati che proseguirono fino in Tunisia prima di essere respinti dal contrattacco delle forze tedesche frettolosamente sbarcate a Tunisi e Biserta. Il comando del II Corpo non diresse direttamente queste prime operazioni e venne attivato solo più tardi per assumere il controllo del settore centro-meridionale del fronte tunisino.
Dal gennaio 1943 il generale Fredendall dovette affrontare con le sue divisioni la violenta controffensiva italo-tedesca che culminò con una serie di gravi sconfitte per il II Corpo statunitense. Troppo disperso e schierato malamente il II Corpo non riuscì a respingere gli attacchi e al contrario, scarsamente informato della situazione sul campo e sottovalutando gravemente il nemico venne sbaragliato a Sidi Bou Zid e a Kasserine. Solo l'intervento di importanti rinforzi britannici e francesi impedì la sconfitta completa del II Corpo che palesò gravi difetti organizzativi e notevole inesperienza tattica e strategica; lo stesso Fredendall subì violente critiche, a causa della sua lontananza dalla prima linea, della sua inettitudine e del suo scarso controllo della situazione, venendo infine sostituito dall'energico generale George Smith Patton.
Sotto il comando del nuovo generale il II Corpo fece indubbi progressi: la disciplina fu rafforzata, il morale risollevato dopo la serie di umilianti sconfitte, alcuni ufficiali furono sostituiti con uomini più capaci e più combattivi. Nonostante questi miglioramenti e la grande energia di Patton le forze americane mostrarono ancora carenze ed incertezze nell'azione offensiva (come durante la battaglia di El Guettar) mentre in difesa diedero prova di tenacia e di solida capacità di resistenza frustrando ulteriori attacchi nemici.
Nel mese di aprile la situazione sul fronte tunisino volse decisamente a favore degli alleati e il comando del 18º Gruppo d'armate del generale Alexander decise di modificare lo schieramento delle truppe per l'attacco finale alla testa di ponte italo-tedesca. Il II Corpo effettuò a questo scopo un riuscito movimento di trasferimento portandosi sulla sinistra del fronte alleato pronto ad avanzare su Biserta; dopo aver portato a termine questa manovra il generale Patton venne richiamato ad Algeri per organizzare la nuova 7ª Armata americana in vista della prevista invasione della Sicilia, ed il comando del II Corpo passò al tenente generale Omar Bradley che diresse le ultime fasi della battaglia.
Il II Corpo, rafforzato anche dalla ottima 9ª Divisione di fanteria, si distinse negli ultimi combattimenti della campagna tunisina; il generale Bradley dimostrò abilità tattica e le truppe avanzarono con slancio verso Mateur e Biserta, che venne raggiunta il 7 maggio 1943. Il 13 maggio vennero sbaragliate le ultime resistenze nemiche e l'esercito alleato completò vittoriosamente la campagna nordafricana.

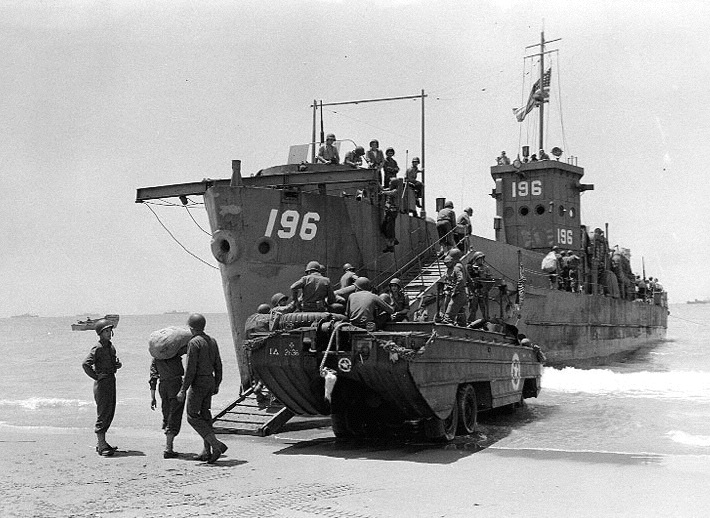
Alcuni reparti del II Corps sbarcano sulle spiagge siciliane durante l'sbarco in Sicilia.

#### Dalla Sicilia alla Linea Gustav
Dopo la vittoria in Tunisia, il II Corpo, sempre guidato dal generale Bradley e inquadrato nella nuova 7ª Armata del generale Patton, prese parte allo sbarco in Sicilia, impiegando la 1ª, la 3ª, la 45ª Divisione fanteria e la 2ª Divisione corazzata (in un secondo tempo rinforzate anche dalla 9ª Divisione fanteria). La campagna si rivelò un grande successo per le forze americane che, a differenza dei reparti britannici, avanzarono velocemente verso l'interno. Il II Corpo guidò la marcia nella parte occidentale della Sicilia e il 22 luglio le formazioni corazzate della 2nd Armored e la fanteria della 3ª Divisione fanteria entrano a Palermo. Il 17 agosto le forze americane entrarono per prime anche a Messina concludendo la campagna, pur senza poter impedire la ordinata evacuazione delle forze italo-tedesche superstiti.
Il II Corpo, dopo un breve periodo di riposo, rientrò in azione nell'autunno 1943 nella penisola italiana, dopo lo sbarco di Salerno e la iniziale avanzata alleata fino alla linea Gustav. Il corpo, ora comandato dal maggiore generale Geoffrey Keyes dopo il ritorno in Gran Bretagna di Bradley in vista dell'Operazione Overlord, prese il comando della 34ª e 36ª Divisione fanteria e dovette impegnarsi, alle dipendenze della 5ª Armata del generale Mark Wayne Clark, in duri scontri con le solide difese tedesche subendo alcuni scacchi sanguinosi nei suoi tentativi di sfondamento sul Rapido e sul Garigliano nell'inverno 1943-44.
Solo a maggio 1944 le difese tedesche a sud di Roma vennero superate, principalmente per merito dei reparti francesi e polacchi, ed anche il II Corpo, ora alla testa della 85ª e 88ª Divisione fanteria, avanzò sul litorale tirrenico per congiungersi con le forze americane nella testa di ponte di Anzio. Fu proprio la 88ª Divisione ad entrare per prima il 4 giugno nella capitale italiana. Dopo una fase di rapida avanzata le forze alleate furono di nuovo bloccate sulla linea Gotica ed il II Corpo (sempre guidato dal generale Keyes) prese parte ai logoranti combattimenti con le divisioni assegnategli dal comando della 5ª Armata (34ª, 88ª e 91ª Divisione fanteria).

#### Fine della guerra
Nell'aprile 1945 finalmente le eterogenee forze alleate in Italia sferrarono la grande offensiva finale per sconfiggere definitivamente l'Esercito tedesco nella penisola (Gruppo d'armate C del generale Heinrich von Vietinghoff); il II Corpo rimase agli ordini della 5ª Armata, passata al comando del generale Lucian K. Truscott dopo la promozione di Clark, schierato sul fianco destro a contatto con l'8ª Armata britannica. L'operazione Grapeshot (iniziata il 9 aprile), dopo una certa resistenza tedesca iniziale, si sviluppò rapidamente e con totale successo; il II Corpo del generale Keyes, costituito dalla 88ª, 34ª, 91ª Divisione fanteria, rafforzate dalla 6ª Divisione corazzata sudafrica, avanzò verso Bologna, quindi oltre il Po, spingendosi verso le Alpi.
Il 3 maggio 1945 la 88ª Divisione fanteria del II Corpo arrivò a Vipiteno prendendo contatto con la 3ª Divisione fanteria americana, appartenente alla 7ª Armata del 6º Gruppo d'armate del generale Jacob Devers. Si concludeva in questo modo l'impegno bellico del II Corpo statunitense, caratterizzato da alcune infelici prove iniziali e da una serie di costosi e combattuti successi contro un nemico abile e deciso, in un fronte di guerra particolarmente difficile per le truppe alleate.
Il II Corpo dell'Esercito degli Stati Uniti venne inattivato dopo la fine della guerra in Austria il 10 ottobre 1945.